# Arlan Stangeland

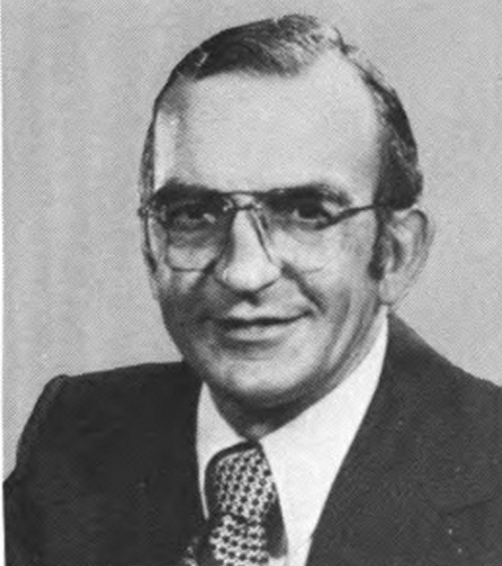
Arlan Stangeland

Arlan Ingehart Stangeland, född 8 februari 1930 i Fargo, North Dakota, död 2 juli 2013 i Detroit Lakes, Minnesota, var en amerikansk republikansk politiker. Han var ledamot av USA:s representanthus 1977–1991.
Stangeland gick i Moorhead High School i Moorhead i Minnesota och var därefter verksam som jordbrukare. Han var ledamot av delstatens representanthus 1966–1975.
Stangeland fyllnadsvaldes till USA:s representanthus efter att Robert Bergland avgått som kongressledamot för att tillträda som jordbruksminister. I kongressvalet 1990 besegrades Stangeland av Collin Peterson.